# Есбах
Есбах (нім. Eßbach) — громада в Німеччині, розташована в землі Тюрингія. Входить до складу району Заале-Орла. Складова частина об'єднання громад Раніс-Цигенрюк.
Площа — 5,28 км2. Населення становить 234 ос. (станом на 31 грудня 2021).